# Notiochelidon cyanoleuca
Notiochelidon cyanoleuca е вид птица от семейство Лястовицови (Hirundinidae), единствен представител на род Notiochelidon.

## Разпространение
Видът се размножава от Никарагуа на юг в цяла Южна Америка, с изключение на пустините и басейна на Амазонка. Зимува чак на север до Тринидад, където е редовен посетител.